# Burning Bush – Die Helden von Prag
Burning Bush – Die Helden von Prag (Originaltitel: Hořící keř) ist eine tschechische Miniserie der polnischen Regisseurin Agnieszka Holland aus dem Jahr 2013. In drei Episoden erzählt sie von den Folgen und Nachwirkungen der öffentlichen Selbstverbrennung des Studenten und Demonstranten Jan Palach nach der Niederschlagung des Prager Frühlings. Die HBO-Produktion basiert auf wahren Begebenheiten.

## Handlung
Aus Protest gegen die Niederschlagung der demokratischen Bewegung des Prager Frühlings und die Besetzung der Tschechoslowakei durch Militär des Warschauer Paktes verbrennt sich der Student Jan Palach als „lebendige Fackel“ im Januar 1969 auf einem zentralen Platz in Prag. Sofort versucht der Polizeimajor Jireš mögliche Mitwisser und weitere geplante Selbstverbrennungen zu ermitteln, kann aber keine belastbaren Informationen finden. Jan Palach verstirbt wenige Tage später an seinen starken Verbrennungen. Sein Bruder und besonders seine Mutter sind davon getroffen.
Auf einer Parteiveranstaltung spricht der tschechoslowakische Abgeordnete Vilém Nový über Jan Palach und zieht mit falschen Behauptungen die wahren Beweggründe für dessen Tat in Zweifel. Daraufhin engagiert Jan Palachs Mutter zusammen mit dem Studentenführer Ondřej Trávníček die Anwältin Dagmar Burešová, um Nový wegen Verleumdung zu verklagen. Die junge Anwältin beginnt gemeinsam mit ihrem Assistenten Pavel zu recherchieren und reicht die Klage ein. Ihre Arbeit wird dabei immer wieder behindert, indem Beweise verschwinden, Zeugen nicht erscheinen und die Presse faktisch von den Verhandlungen ausgeschlossen wird. Auch Burešovás Mann, der Arzt Radim Bureš, wird mit falschen Beschuldigungen unter Druck gesetzt und muss schließlich seine Arbeitsstelle wechseln. Am Ende des Prozesses wird der Richterin das Urteil vom Geheimdienst vorgegeben. Es lautet, dass die Anklage abgewiesen wird.
Der Film endet damit, dass bei Protesten im Jahr 1989 in Prag Flugblätter mit dem Foto von Jan Palach verteilt werden.

## Hintergrund
Burning Bush wurde für HBO Europe produziert und enthält auch kurze Ausschnitte mit originalem schwarzweißen Filmmaterial. Ursprünglich als Dreiteiler vorgesehen, wurde ein einziger Film daraus geschnitten und als tschechischer Beitrag für den besten fremdsprachigen Film bei der Oscarverleihung 2014 eingereicht. Der Beitrag wurde aber zurückgewiesen, da Burning Bush schon im Fernsehen aufgeführt wurde.
Im deutschsprachigen Fernsehen wurde Burning Bush zuerst als dreiteilige Miniserie ab 27. März 2014 auf arte gezeigt, später auch in einer anderen Schnittfassung als Zweiteiler auf ORF eins.
Die echte Anwältin Dagmar Burešová hat neben der Mutter von Jan Palach auch andere Gegner der damaligen kommunistischen Regierung verteidigt. Sie wurde später die erste Justizministerin der Tschechoslowakei nach der samtenen Revolution von 1989.

## Rezeption
Die Miniserie erhielt mehrheitlich positive Kritiken, oftmals wurden die Authentizität und Detailtreue positiv hervorgehoben. So schreibt prisma, dass Regisseurin Agnieszka Holland „die menschliche Seite der Ereignisse jener Zeit detailgenau und vortrefflich“ einfängt und begründet das damit, dass die Regisseurin den Prager Frühling als Zeitzeugin in Prag erlebt hat. Lena Bopp von der FAZ lobt die differenzierte Darstellung der Charaktere im Umgang mit der Besetzung des Landes. Für sie „macht der Film also deutlich, welche Optionen die Menschen hatten, dass zwischen innerer Emigration, Widerstand und Flucht kein Leben möglich war, das sich nach unseren Maßstäben als normal bezeichnen ließe.“ Auf Zeitgeschichte-online beschreibt die Geschichtsprofessorin Martina Winkler, dass mit jedem der drei Teile treffend ein weiterer Schritt im Wandel des politischen wie privaten Lebens in der Zeit nach der Niederschlagung des Prager Frühlings dargestellt wird: Von Stolz über Sprachlosigkeit bis hin zu Hilflosigkeit gegenüber den staatlichen Organen. Ihrem Urteil nach liefert die Verfilmung „eine, wenn auch nicht unbedingt immer originelle, doch ansprechende und weitgehend überzeugende Dramatisierung und Interpretation“ dieses „Schlüsselmoments [...] der tschechischen Geschichte“.
In der Filmdatenbank Internet Movie Database (IMDb) erhielt Burning Bush von Zuschauern durchschnittlich 8,0/10 Punkte.

## Auszeichnungen
Beim tschechischen Filmpreis Český lev 2013 wurde Burning Bush in 16 Kategorien nominiert und hat davon 13 gewonnen, unter anderem für den besten Film.